# 模擬農場系列
模拟农场系列是由GIANTS Software开发的一系列农业模拟电子游戏。
游戏内容大多以美国和欧洲环境为基础。玩家在游戏中可以耕种、饲养牲畜、种植农作物并出售农产品以赚取资产。
该系列总计销量超过2500万份，移动端下载量达9000万次。 该系列游戏每年更新一次（移动端和PC端交替更新）。

## 玩法
在职业模式中，玩家扮演农民的角色。玩家可以通过从事林业和农业活动获取资产，并且可以自由探索地图中的区域。

## 多人游戏
《模拟农场14》是第一款拥有多人游戏模式的移动版。PlayStation 4和Xbox One版的《模拟农场15》也具有多人游戏模式。

## 历代游戏

### PC和主机端

#### 模拟农场2008
《模拟农场2008》于2008年4 月14日发布，是《模拟农场》游戏系列的第一个正式版本。

#### 模拟农场2009
《模拟农场2009》是该系列的第二款游戏。其更新了新的作物（玉米、油菜籽/油菜和大麦）。

#### 模拟农场2011
这是该系列的第三款游戏，本作增加了新的地图。并且·添加了 Deutz-Fahr、Pöttinger 和Horsch的农业机械。

#### 模拟农场2013
《模拟农场2013》首次发布于2012 年10月26日。在PC版发布近一年后，它于 2013 年10月10日进行了大型更新并以《模拟农场2013 钛金版》为名重新发布。其不仅包含了第一版中的所有内容，并添加了以美国为背景的，名为“Westbridge Hills”的地图和新农业器械。 新内容也以DLC形式发布，供原版游戏的玩家使用。 

#### 模拟农场15
《模拟农场15》于2014年10月30日发布于Windows和Mac OS平台此版本引入了林业。基础游戏中有大约 140 件设备，黄金DLC包中有 160 件设备。

#### 模拟农场17
《模拟农场17》于2016年10月25日发布。在游戏本体中，大豆、向日葵和萝卜首次被引入作为可种植的作物。农业系统也更为完善。任务系统同时进行了更新，允许玩家为游戏中的其他农民工作。

#### 模拟农场任天堂版
《模拟农场任天堂版》于2017年11月7日发布，它是《模拟农场17》的移植版。

#### 模拟农场19
《模拟农场19》于 2018 年 11 月 20 日发布。本版本重新设计了图形引擎以及增加马匹养殖系统。

#### 模拟农场22
《模拟农场22》于2021年11月22日发布。其新内容包括：季节循环、建立农产品生产链、葡萄、橄榄和高粱等新作物以及400多种农具。 

#### 模拟农场25
《模拟农场25》將于2024年11月12日首發。其新内容包括：亞洲農業、新作物、新動物等以及用於新作物的農具。其中新作物包刮水稻、菠菜等。新動物包括水牛等。

### 移动端

#### 模拟农场2012
《模拟农场2012》于2012年在 iOS 和 Android 平台上发布。

#### 模拟农场14
《模拟农场14》于2013年11月18日发布，支持 iOS、Android、任天堂 3DS、Windows Phone 和 PlayStation Vita， 中有10-20个农业器械品牌。

#### 模拟农场16
《模拟农场16》于2015年5月8日发布，支持 iOS、Android、Windows Phone 和 PlayStation Vita。

#### 模拟农场18
《模拟农场18》支持 Nintendo 3DS、iOS、Android 和 PlayStation Vita。

#### 模拟农场20
《模拟农场18》于2019年12月3日在 iOS 和 Android 平台上发布。游戏总共有25辆可驾驶的车辆和91件农具。

#### 模拟农场23
《模拟农场23》于2023年5月23日在 iOS/Android 和 Nintendo Switch 平台上发布。游戏共有 100 件装备。

## 反响
《模拟农场》系列各作品的反响褒贬不一，一些人称赞其拥有惬意的游戏体验和逼真的农业车辆。 一些人批评这些游戏十分重复且缺乏有趣的游戏机制，虽然该系列的目标受众是熟悉农业行业的玩家，但它仍然受到广大普通玩家的喜爱。